# Corps expéditionnaire italien en Chine
Le Corps expéditionnaire italien en Chine est un contingent militaire italien en Chine dans le sillage des grandes puissances, décidé par l'Italie au printemps 1900 à la suite de la révolte des Boxers. 

## Contexte
Après les premières violences à Pékin contre les Occidentaux, un contingent de 436 marins (75 Russes, 75 Britanniques, 75 Français, 60 Américains, 50 Allemands, 41 Italiens, 30 Japonais et 30 Autrichiens) débarque de navires européens le 1er juin 1900 pour protéger leurs délégations à Pékin.

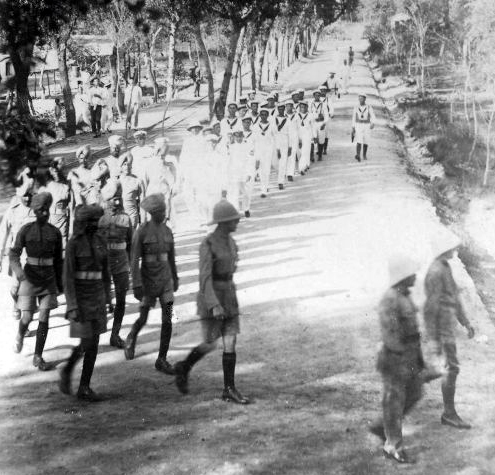
Une unité de marins italiens défile à Tientsin.

Il est suivi le 10 juin par un second contingent occidental, composé de fantassins de la division navale italienne débarqués du navire de la Regia Marina: le Calabria, divisé en deux groupes: l'un, sous le commandement du lieutenant de vaisseau (tenente di vascello) Sirianni, poursuit la colonne Seymour, tandis qu'un autre, plus petit, de 20 marins et commandé par le sous-lieutenant de vaisseau (sottotenente di vascello) Ermanno Carlotto - médaillé d'or - participe à la défense de Tientsin. Enfin, une section de débarquement, commandée par le lieutenant de vaisseau (tenente di vascello) Giambattista Tanca, a attaqué et pris les forts Ta Ku sur la côte. Au large, il restait la force navale océanique italienne, commandée par le contre-amiral (contrammiraglio) Camillo Candiani, dont les hommes ont été tirés pour former un bataillon d'infanterie de marine. Dans les affrontements avec les insurgés, 10 marins italiens tombent, dont Carlotto lui-même; après ces événements, le Parlement italien, le 5 juillet, décide d'une intervention militaire avec l'envoi d'un corps expéditionnaire de 2 000 hommes.

## Composition de la force expéditionnaire
Le corps expéditionnaire, commandé par le colonel (colonnello) des Bersaglieri Vincenzo Garioni, était composé comme suit
- un bataillon d'infanterie, commandé par le lieutenant-colonel (tenente colonnello) alpin Tommaso Salsa et composé de quatre compagnies fournies par quatre régiments (le 10e du 8e régiment d'infanterie "Cuneo", le 10e du 41e régiment "Modena", le 6e du 43e régiment d'infanterie "Forlì" et le 12e du 69e régiment d'infanterie "Ancône") ;
- un bataillon de 840 Bersaglieri "Estremo Oriente", commandé par le major (maggiore) Luigi Agliardi du 5e régiment de Bersaglieri de Rome, composé de quatre compagnies, une fournie par les 5e et 9e régiment (stationnés respectivement à Rome et Livourne), sur lequel reposera l'état-major du corps d'armée, un du 8e et du 1er régiment (stationné à Naples et Palerme), un du 4e et du 11e régiment (stationné à Bologne et Ancône) et un du 2e et du 6e régiment (stationné à Milan et Vérone) ;
- une batterie de mitrailleuses, avec quatre mitrailleuses Gardner et du personnel d'artillerie, commandée par le capitaine (capitano) Alcide Vallauri
- un détachement mixte du génie militaire avec trois dragons (trémies, pontonniers et télégraphistes optiques) des 1er et 3e régiment, commandé par le lieutenant (tenente ) Vito Modugno
- un hôpital de campagne avec cinq lits ;
- une escouade de subsistance avec quatre fours mobiles en fer  ;
- une escouade de carabiniers royaux (un maréchal, un vice-brigadier et six miliciens) relevant directement du commandement. L'officier chargé de recueillir les informations était le lieutenant (tenente ) Pietro Verri.

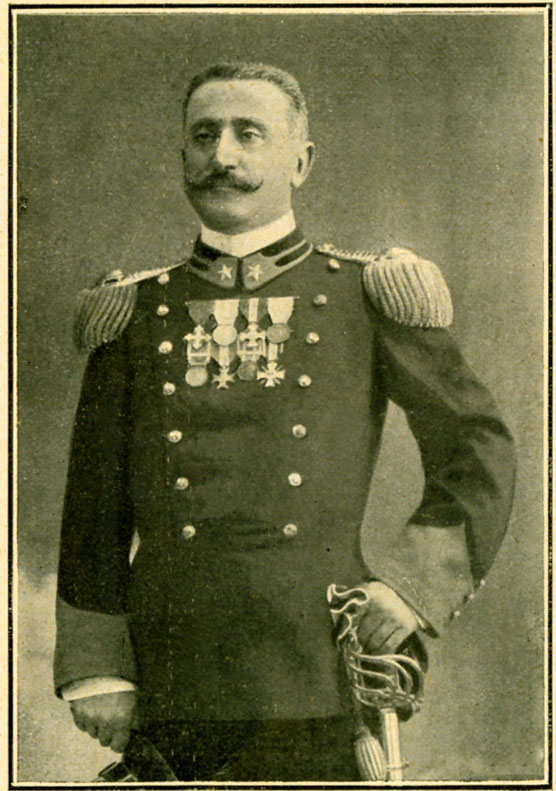
Colonel Luigi Agliardi en 1911

Certains de ces carabiniers, ainsi que des spécialistes, restèrent responsables de la concession italienne de Tientsin même après le retour du contingent en Italie. Le corps expéditionnaire italien compte donc 83 officiers, 1882 sous-officiers et soldats, et 178 quadrupèdes.
Les hommes étaient pour la plupart recrutés sur la base du volontariat avec un paiement supplémentaire de 40 cents pour les troupes, 2 lires pour les sous-officiers et 8 lires pour les officiers.

## Expédition et débarquement en Chine
Pendant la période de préparation du Corps, la Regia Marina envoya des unités navales avancées (le croiseur Fieramosca et les navires de la Regia Marina Vesuvio et Vettor Pisani), chargées de quatre compagnies d'infanterie de marine, toutes sous le commandement de l'amiral Risolia. Ces unités ont pris part aux affrontements avec les rebelles chinois en juin.
Entre le 16 et le 19 juillet 1900, l'embarquement du Corps expéditionnaire sur les bateaux à vapeur Minghetti, Giava et Singapore, fournis par la Compagnia di Navigazione Italiana, est achevé à Naples. Le 19 au matin, le roi Umberto I et le Ministre de la guerre Coriolano Ponza di San Martino passent les troupes en revue. Les trois vapeurs étaient escortés par le navire de la Regia Marina Stromboli. De nombreux journalistes ont suivi le corps expéditionnaire et d'autres, comme Luigi Barzini, ont rejoint le contingent en 1901.
Le corps expéditionnaire est parti le soir du 19 juillet 1900 et, après avoir fait escale à Port-Saïd (23 juillet), Aden (29) et Singapour (12-14 août), il est arrivé à Taku le 29 août 1900. Après avoir débarqué, l'équipage a parcouru les 150 kilomètres qui le séparaient de Pékin en train.

## Habillement, équipement et subsistance
La tenue se composait d'un uniforme en toile, d'un casque colonial en liège, de bottes réglementaires, ainsi que de divers types de fourrures et de vêtements d'hiver adaptés au rude climat chinois, qui dans certaines régions du nord atteignait même moins 20 degrés Celsius. Le ministre de la Guerre avait ordonné au consul royal à Shanghai d'acheter 2 000 fourrures sur place pour approvisionner les troupes.
A la Chambre de Ponza à San Martino, il rapporte : 
"Nos soldats sont partis avec leur équipement complet, qui comprenait des éléments neufs: Ceux qui possédaient des objets anciens les avaient laissés et d'autres leur avaient été distribués ; donc, une cape de bersagliere, un casque colonial, puis un manteau et une peau de mouton pour tout le monde, y compris les bersaglieri qui n'en portent pas normalement ; chacun avait une cagoule en laine du type de celles que l'on porte dans les Alpes, des jambières en laine du modèle valdôtain, des chaussettes en laine, des gants en flanelle et puis un stock de tout l'équipement, vestes et pantalons en tissu, doublets tricotés, etc. [L'amiral Candiani a ensuite télégraphié de Pékin le 7 novembre : "Fournissez-nous suffisamment de fourrures" et le colonel Garioni, dans son rapport du 4 décembre, a littéralement écrit : "Les fourrures commandées pour les soldats de la troupe à Shanghai correspondent très bien à l'objectif car elles peuvent être portées confortablement sous le manteau. Chaque soldat reçoit un manteau de fourrure qui lui sert de couverture de lit. Enfin, des rapports indiquent qu'après l'expédition de Calgan (une ville chinoise de la région de Ho-pei où la Grande Muraille rejoint la Grande Muraille, le théâtre d'opérations conjointes des Alliés, auxquelles les Bersaglieri italiens ont également participé. C'était un centre commercial de grande importance, un dépôt de thé envoyé en Sibérie avec l'utilisation d'un demi-million de chameaux, ainsi qu'un centre de production de fourrures de type "Kalgan" fabriquées avec de la laine tibétaine et mongole. Note de l'éditeur) d'autres fourrures ont été réquisitionnées, de sorte que maintenant les soldats en ont tous deux. En adaptant des bandes de fourrure à la chéchia, nous avons obtenu un couvre-chef très approprié car il permet également de garder la capuche. Il s'agit d'une couverture sui generis; je ne sais pas si elle est belle mais on me dit qu'elle est très confortable. [...] le colonel Garioni répondait toujours qu'il était pourvu pour tout l'hiver et ne demandait que des manteaux, des capes et des chaussures au cas où nous devrions aller au-delà du printemps [...] et les fournitures lui étaient envoyées".
En termes de logistique, il y avait 178 quadrupèdes, principalement des mules, car les routes chinoises étaient impraticables pour le transport normal et les secours. La ration alimentaire quotidienne était de 750 g de pain, 375 g de viande, 125 g de riz ou de nouilles, 15 g de café, 20 g de sucre, 20 g de sel, 0,5 g de poivre et 15 g de saindoux.

## Opérations militaires
Le 26 septembre, le contingent international désigne le Generalfeldmarschall allemand Alfred von Waldersee comme commandant général. Cette nomination rencontre une forte résistance de la part de la France et de la Grande-Bretagne, mais moins de la part du royaume d'Italie. Le contingent militaire italien s'est vu confier la garnison d'un quartier situé à proximité de la caserne de Huang Tsun. Selon les chroniques, les affrontements, les pillages et la répression dans cette zone ont été moins importants que dans les autres districts. Du séjour du corps expéditionnaire en Chine, il reste le riche témoignage de deux officiers "photographes" : le lieutenant médical Giuseppe Messerotti Benvenuti de Modène armé d'un Kodak et le lieutenant Luigi Paolo Piovano de Chieri avec un Goertz. Tous deux n'ont pas manqué de photographier les horreurs de la répression, à savoir les fusillades, les décapitations, les giboulées et les décombres. Le contingent militaire italien se voit également confier la tâche de contrer les dernières résistances à l'intérieur de la Chine. Le 2 septembre, les forts de Chan-hai-tuan sont pris avec 470 hommes répartis en trois compagnies, deux de bersaglieri et une de fantassins. À une autre occasion, le contingent militaire français a occupé le village de Paoting-fu, contrairement aux ordres de von Waldersee de confier la zone à un contingent mixte allemand et italien. Garioni anticipe le contingent militaire français et, avec 330 hommes, réussit à devancer l'occupation de la ville de Cunansien, qui avait été initialement confiée aux Français.
Le retour du contingent en Italie a commencé en août 1901. Deux compagnies de bersaglieri reviennent en 1902, tandis que les autres compagnies, réunies en un bataillon mixte, restent en Chine jusqu'en 1905 et reviennent avec le Perseo de la compagnie Florio Rubattino en août 1905.
Avec le traité de paix du 7 septembre 1901, la concession italienne de Tientsin a été obtenue, une superficie de 450 000 m², composée de terres le long de la rivière pleines de marais salants, d'un village et d'une grande zone marécageuse utilisée comme cimetière. Après une période de négligence, la mise en valeur des terres a commencé. La présence italienne a duré jusqu'au 10 septembre 1943, date à laquelle les troupes japonaises ont occupé Tientsin et fait prisonniers les civils et les soldats italiens.

## Les pertes humaines
18 Italiens ont été tués en Chine :
- Lors de l'attaque de Langfang (14 juin 1900) : faisant partie d'un petit escadron de marins aux avant-postes de la colonne Seymour, ils subissent le choc soudain de deux colonnes de "Boxers" chinois.
  - le sous-chef de torpilleur P.M. Vincenzo Rossi (Carpi (MO) - Langfang 14 juin 1900), embarqué sur le R. Torpediniera Calabria (MOVM à titre posthum)
  - l'artilleur Filippo Basso (MAVM)
  - le canonnier Cesare Sandroni (MAVM à titre posthume)
  - le canonnier Alberto Autuori
  - le clairon Ovidio Painelli (MAVM à titre posthume)
- Dans les affrontements de Tien Tsin (19 juin 1900) :
  - le sous-lieutenant M.M. Ermanno Carlotto (Ceva (CN) 30 novembre 1878 - Tien Tsin 19 juin 1900), embarqué sur le croiseur R. Elba (MOVM à titre posthume)

Pour la défense des légations :
- - le marin Leonardo Mazza (Villa del Foo - 24 juin 1900)
  - le canonnier Francesco Zola (Villa del Foo - 24 juin 1900) (MAVM à titre posthume)
  - le marin Giuseppe Boscarini (1er juillet 1900)
  - le canonnier Francesco Melluso (Villa del Foo - 2 juillet 1900) (MAVM à titre posthume)
  - le sous-capitaine artilleur Antonio Milani (Villa del Foo - 3 juillet 1900)
  - le canonnier Francesco Manfron (juillet 1900) (MAVM eà titre posthume)
- Dans la défense de la cathédrale de Beitang (12 août 1900) :
  - le second chef artilleur Pietro Marielli (MAVM à titre posthume)
  - le premier mitrailleur Damiano Piacenza (MAVM à titre posthume)
  - le tireur Adeodato Roselli
  - le tireur Luigi Fanciulli
  - le marin Giovanni Colombo (Pozzallo (RG) 4 mars 1878) (MAVM)
  - le marin Danesi Vincenzo.

## Liens connexes
- Révolte des Boxers
- Concession italienne de Tientsin